# 王秀智
王秀智（1936年4月—），男，湖北宜昌人，中华人民共和国政治人物，曾任安徽省人民政府副省长，安徽省人大常委会副主任。